# Cable de conexión

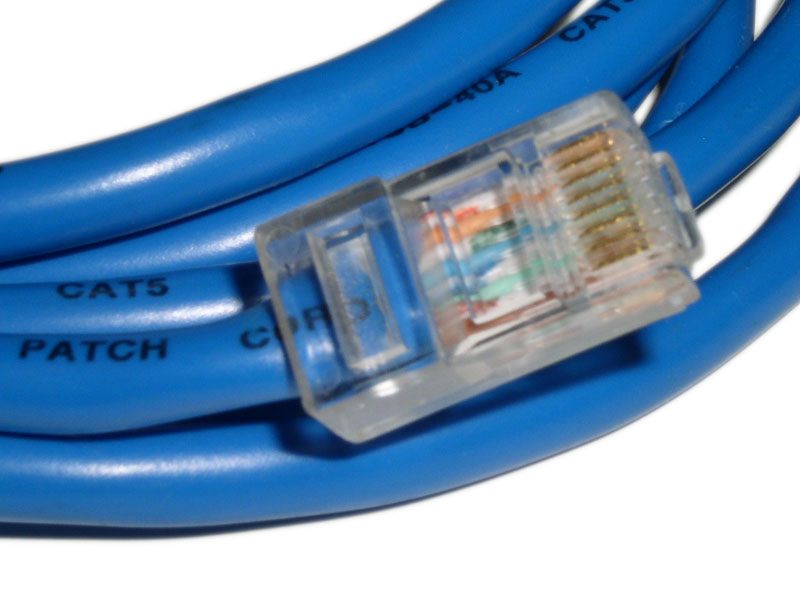

Cable de conexión (patch cord) también llamado cable de red, se usa en redes de computadoras o sistemas informáticos o electrónicos para conectar un dispositivo electrónico con otro.Está compuesto por cobre y cubierto de plástico.
Aunque esta definición se usa con mayor frecuencia en el campo de las redes informáticas, pueden existir cables de conexión también para otros tipos de comunicaciones electrónicas.
El cable de red también es conocido principalmente por los instaladores como chicote o latiguillo. Los instaladores denominan chicotes a los cables de red usados para conectar al usuario final (user cord) o para conectar equipos dentro del panel de conexiones (patch panel).
Los cables de conexión, chicotes o latiguillos, se producen en muchos colores para facilitar su identificación.
En cuanto a longitud, los cables pueden ser desde muy cortos (unos pocos centímetros) para los componentes apilados, o tener hasta un máximo de 100 metros. A medida que aumenta la longitud los cables son más gruesos y suelen tener apantallamiento para evitar la pérdida de señal y las interferencias (STP).
Existen varios conectores estándar (Registered Jack, RJ) que dependerá del uso y tipo de cable a usar, por ejemplo: RJ-45, RJ-11.